# جون غرانت (لاعب كريكت)
جون غرانت (بالإنجليزية: John Grant)‏ (9 فبراير 1941 في أستراليا - ) هو لاعب كريكت أسترالي. لعب مع فريق فكتوريا للكريكت.

## وصلات خارجية
- جون غرانت على موقع إي آس بي آن كريك إنفو (الإنجليزية)